# ポストタワー
ポストタワー（独: Post Tower）は、ドイツのボンにある高さ162.5メートル、41階建ての超高層ビル。ドイツポストの本社ビルである。
ドイツ系アメリカ人であるヘルムート・ヤーンによって建築され、2002年にはエンポリス・スカイスクレイパー賞の銀賞を受賞した。

## 概要
DHL等を傘下に持つ、郵便・物流の多国籍企業ドイツポストの本社ビルである。
ドイツで16番目に高い超高層ビルであり、フランクフルト・アム・マイン以外では最も高い。